# Koblenzer Stadtwald

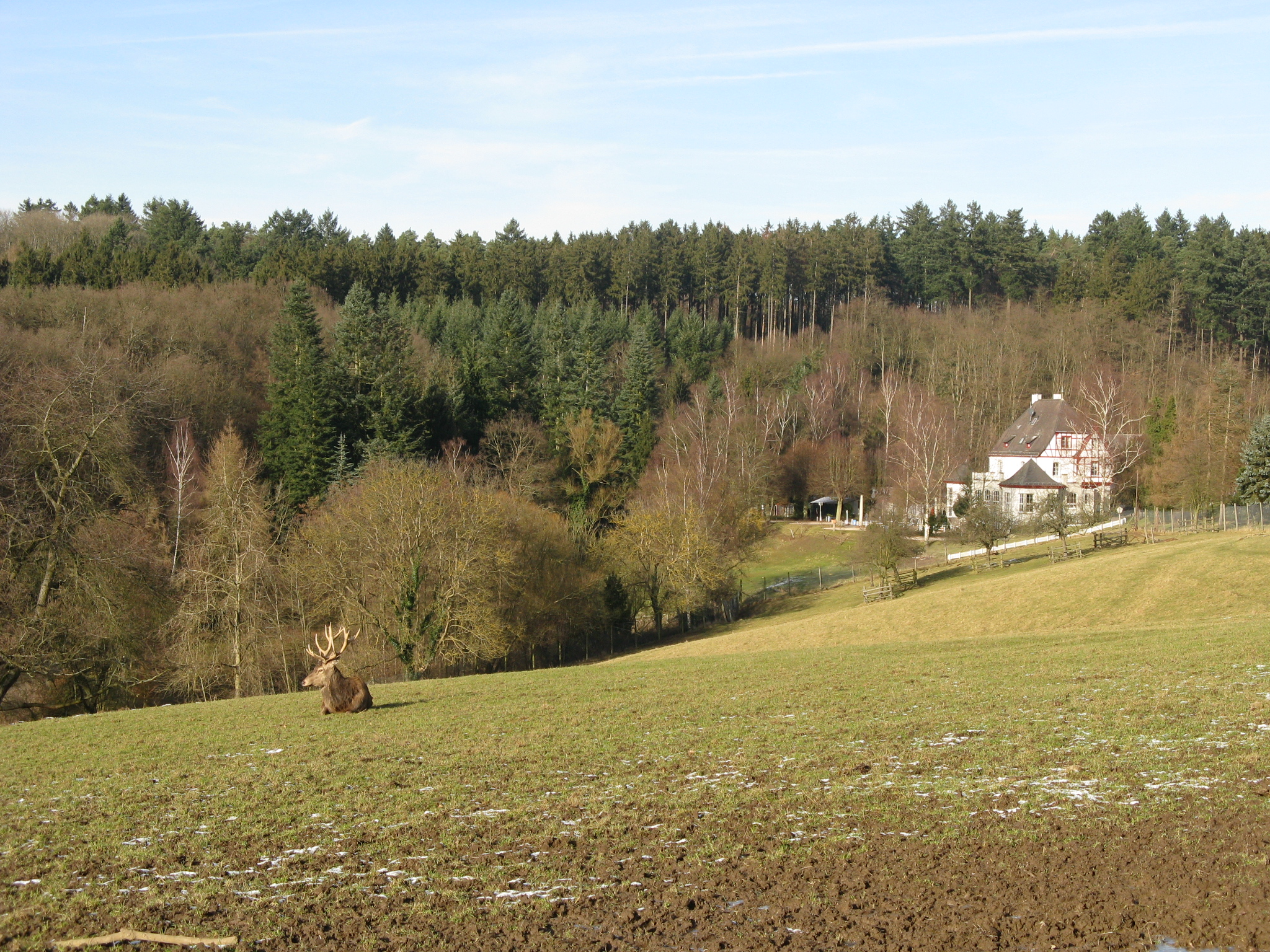
Wildfreigehege Remstecken mit Hotelrestaurant

Der Koblenzer Stadtwald ist ein geschlossenes Waldgebiet südlich der Stadt Koblenz, linksrheinisch an der Peripherie der Hunsrückhöhen gelegen. Das Naherholungsgebiet umfasst ein verzweigtes Wanderwegenetz, Lehrpfade zu archäologisch und geologisch interessanten Örtlichkeiten, zwei Gaststätten, einen Wildpark und Kinderspielplätze.

## Lage

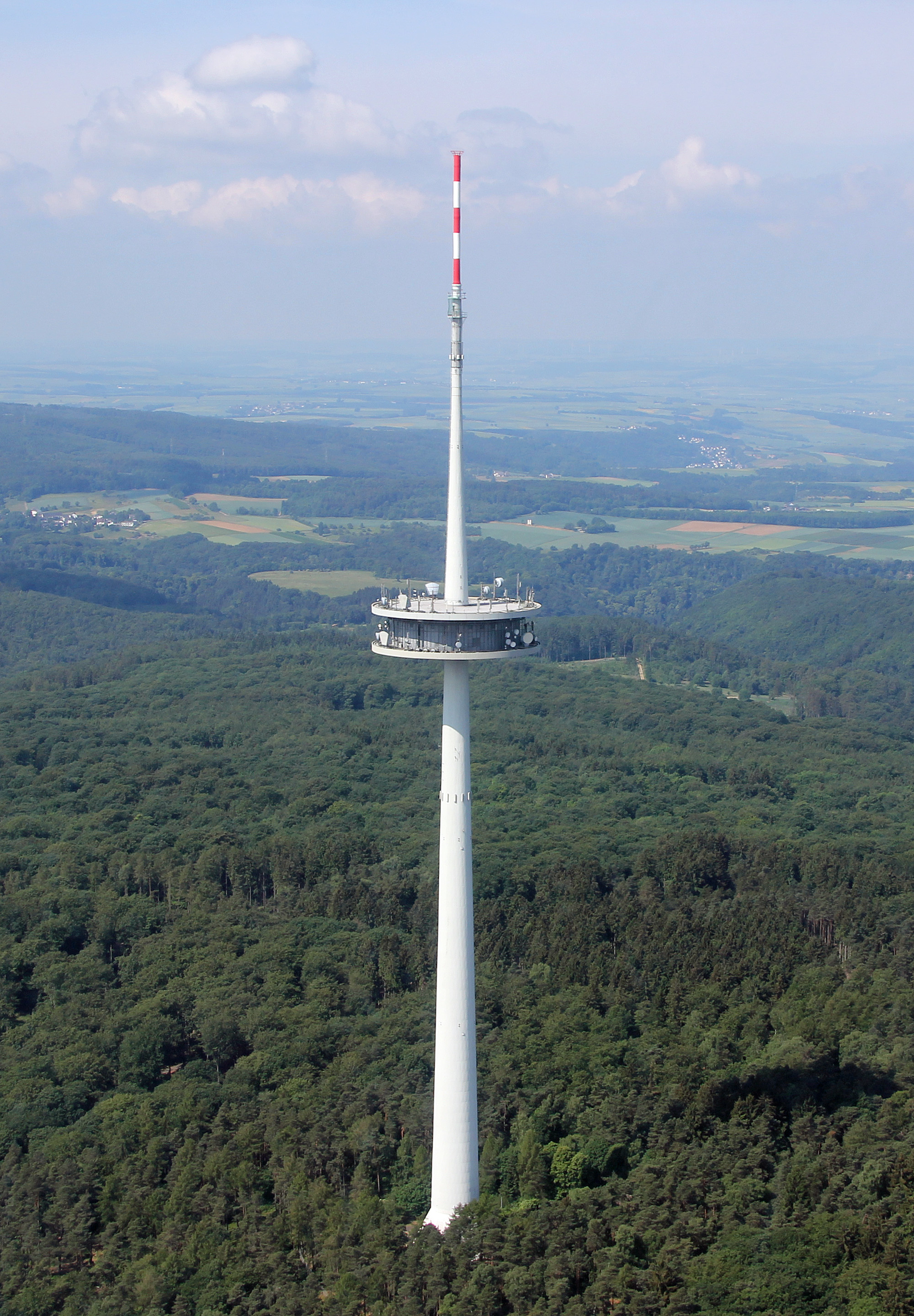
Fernmeldeturm Koblenz

Der Koblenzer Stadtwald ist 2772 ha groß und gehört im Wesentlichen zum Stadtteil Koblenz-Karthause. Im Süden grenzt er an das Ortsgemeindegebiet von Waldesch und den Rhenser Wald. Im Osten endet er an steilen Schieferfelsklippen, einer Formation aus dem Unterdevon, die über 100 m tief zum Rhein abfallen (Stadtteil Koblenz-Stolzenfels), und wird von einigen Tälern (Laubach, Königsbacher Tal, Siechhaustal, Gründgesbachtal) durchschnitten. Im Westen fällt der Höhenwald sanft zur Mosel (Koblenz-Lay und Koblenz-Moselweiß) ab; Grenze zum Gemeindegebiet von Dieblich ist der Konderbach. Durchschnitten wird der Koblenzer Stadtwald in Nord-Süd-Richtung durch die B 327 (Hunsrückhöhenstraße).

## Geschichte

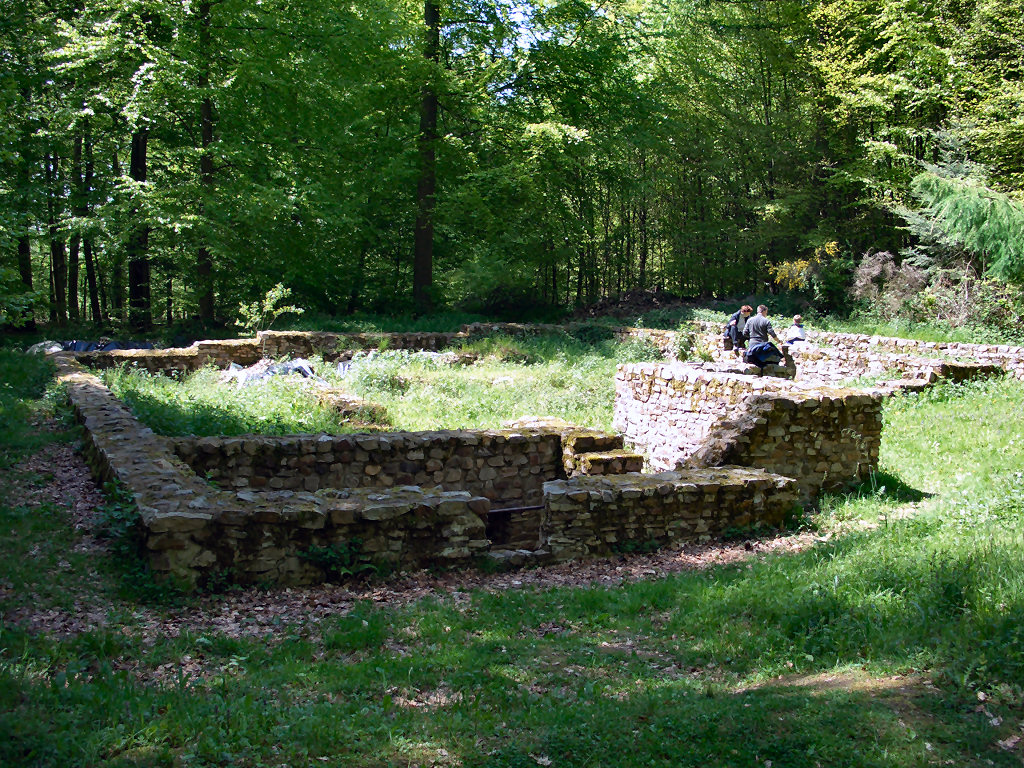
Teilrekonstruierte Grundmauern der Villa Rustica am Remstecken

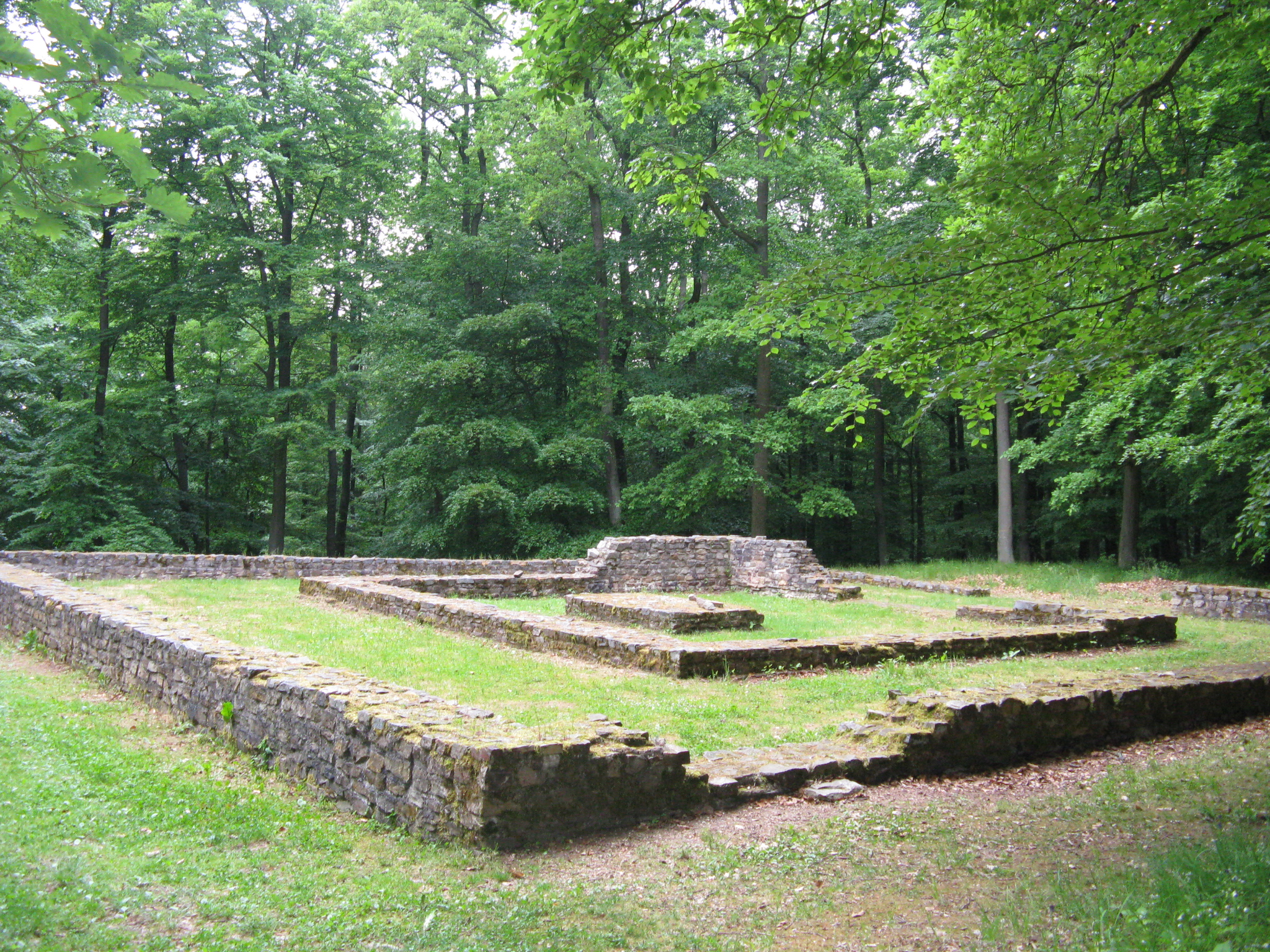
Grundmauern des Mercuriustempels

Um dem feuchten Klima und den zum Teil sumpfigen Böden entlang von Rhein und Mosel zu entgehen, hielten sich die Menschen in prähistorischer Zeit bevorzugt auf den umliegenden Höhen auf. Dazu zählte auch das Gebiet des heutigen Koblenzer Stadtwaldes, das damals noch größtenteils waldfrei war und aus Wiesen und Äckern bestand. Anhand zahlreicher Bodenfunde lässt sich dort eine durchgehende, etwa tausendjährige Besiedlung belegen. Der Oberlahnsteiner Studienrat Robert Bodewig konnte um 1900 die Überreste von 24 Villen und Gehöften sowie 28 Gräbern bzw. Gräberfeldern nachweisen.
Das bedeutendste keltische Denkmal ist die Fliehburg und Kultstätte der Treverer auf dem Dommelberg zur Rheinseite hin, dessen ältester Teil aus der späten Urnenfeldzeit stammt.
Aus dem Trevererdorf hervorgegangen ist dann eine römische Bergsiedlung, die der Geschichtsschreiber Plinius zusammen mit dem unten an der Mosel gelegenen Confluentes als Vicus Ambitarvius supra Confluentes bezeichnet hatte. Bodewig geht davon aus, dass dort in den Jahren 14 bis 16 n. Chr. zwei Kinder, Drusilla und ein frühverstorbener Sohn, des römischen Feldherrn Nero Claudius Germanicus und dessen Ehefrau Agrippina geboren wurden – also Geschwister des späteren römischen Kaisers Caligula.
Das Bergdorf bestand vor allem aus landwirtschaftlichen Betrieben. Auf einigen Höfen wurde aber auch Holzkohle gebrannt, Glas geschmolzen oder Eisen verhüttet und damit das römische Heer beliefert. Kultischer Mittelpunkt war die 1898 freigelegte gallorömische, Mercurius und seiner gallischen Gefährtin Rosmerta geweihten Tempelanlage. Eine quadratische Cella mit Altar, umgeben von einem Portikus, ca. 19 × 18 m groß, stand inmitten eines von einer Umfassungsmauer umgebenen heiligen Bezirks (Temenos), der mindestens drei Eingänge hatte und neben einem Brunnen verschiedene kleinere Gebäude aufwies. Das Gelände maß an seiner breitesten Stelle 106 m Durchmesser. Die 1986/87 restaurierte Anlage, von der jedoch nur Grundmauern erhalten blieben, befindet sich im oberen Teil des Verbindungswegs rechts vom Wegekreuz Eiserne Hand hinauf zum Pastorenpfad. Die Siedlung durchlief ein bereits von den Kelten auf der Wasserscheide zwischen Rhein und Mosel angelegter Verbindungsweg, der noch von den Römern als Landstraße zwischen Confluentes (= Koblenz) und Vincum (= Bingen) genutzt wurde. Der bis heute im Stadtwald erhaltene und in den Karten als Alte Römerstraße bezeichnete Teil verläuft als asphaltierte Straße von der Bundesstraße 327 über die Auffahrt zum Forsthaus Kühkopf, zum Kühborn, über das Johanniskreuz, das Bäckers Kreuzchen zum Wegekreuz Eiserne Hand. Von dort führte die Straße damals Richtung Waldesch und Pfaffenheck, bog mit einem Arm von dort ab nach Bontobrice (= Boppard) und der andere verlief über den Hunsrück weiter bis Bingen. Nach dem Ende des Weströmischen Reiches im 5. Jahrhundert brach die Siedlungsgeschichte ab, und die gesamte Fläche wurde nach und nach überwaldet.
 In der Neuzeit geschah die Beaufsichtigung und Verwaltung des Stadtwaldes nur durch Laien. Dazu wurden zwei Bürger zu Waldmeistern und je zwei weitere aus der Stadt, aus Lützel, aus Neuendorf und aus Moselweiß zu Waldförstern gewählt. Erst im 19. Jahrhundert gelangte man durch ausgebildete, hauptamtliche Förster zu einer forstmäßigen Bewirtschaftung des Koblenzer Stadtwaldes. Da es in früherer Zeit also keinen Holzhandel gab, brachte der Wald kaum Einnahmen für die Stadt. Daher ließ der Magistrat in der Mitte des 17. Jahrhunderts einige Waldbezirke roden, um dort Äcker, Wiesen und Gehöfte anzulegen, die dann auf jeweils einige Jahre hin verpachtet wurden. 1683 erhielt Johann Schüller für 12 Jahre die Pacht des an der Rheinseite, oberhalb von Kapellen-Stolzenfels gelegenen Hofes. Das fortan als Schüllerhof bezeichnete Anwesen wurde letztmals 1739 erwähnt. Damals stand aber nur noch ein Hofgebäude, die Landwirtschaft hatte man bereits vor 1720 aufgegeben. Nicht weit vom Schüllerhof lag ein weiteres Gehöft, das 1698 an eine Familie Schneider aus Waldesch verpachtet war. Auch dieser Betrieb wurde schon bald wieder aufgegeben. Ende des 18. Jahrhunderts waren beide Höfe niedergebrannt. Erhalten blieben lediglich zwei kleine, direkt am Pastorenpfad gelegene Weiher. An der Moselseite, auf dem Layerberg entstanden um 1655 der Güntershof und vermutlich etwas später der Lauxenhof. Aufgrund der schlechten Bodenbeschaffenheit musste auch bei diesen beiden Höfen wie bei denen auf der Rheinseite der landwirtschaftliche Betrieb wieder eingestellt werden. Johann Günter hat die Pacht für seinen Hof bereits 1702 gekündigt, der dann zu gleichen Teilen an zehn Layer Bürger verpachtet wurde. 1779 waren die Ländereien völlig verwahrlost und die Hofgebäude verfallen. Die Landwirtschaft auf dem größeren Lauxenhof hatte man schon um 1700 aufgegeben und das Anwesen als Schäferei genutzt. 1790 wurden die restlichen Gebäude zum Abbruch versteigert. Der bedeutendste und größte aller Waldhöfe war der Remsteckerhof. Der Name soll sich von Rebstöcken ableiten. Demnach hatten in den Hanglagen rund um den Hof in früherer Zeit vermutlich Layer oder Moselweißer Bürger einige Weinberge bewirtschaftet. Der Hof war 1654/56 zusammen mit dem Günterhof gegründet worden. 1699 besaß die Familie Runkelt aus Metternich bei Münstermaifeld die Pacht. 1768 wurden die noch vorhandenen Äcker und Wiesen des Lauxenhofes und 1779 die des Günterhofes dem Remsteckerhof zugeschlagen, der in den 1820er Jahren noch über 250 Morgen Ländereien besaß. Allerdings hatte man bereits begonnen, die schlechteren Böden aufzuforsten. Zum 11. November 1840 kündigte die Stadt die Pacht und der landwirtschaftliche Betrieb wurde auch hier eingestellt. In die beiden Hauptgebäude zog die Forstverwaltung ein. Anfang des 20. Jahrhunderts wurde das bis heute erhaltene Forsthaus Remstecken anstelle der beiden alten Hofgebäude erbaut. Bereits 1843/45 war zur Rheinseite hin das Forsthaus Kühkopf entstanden.

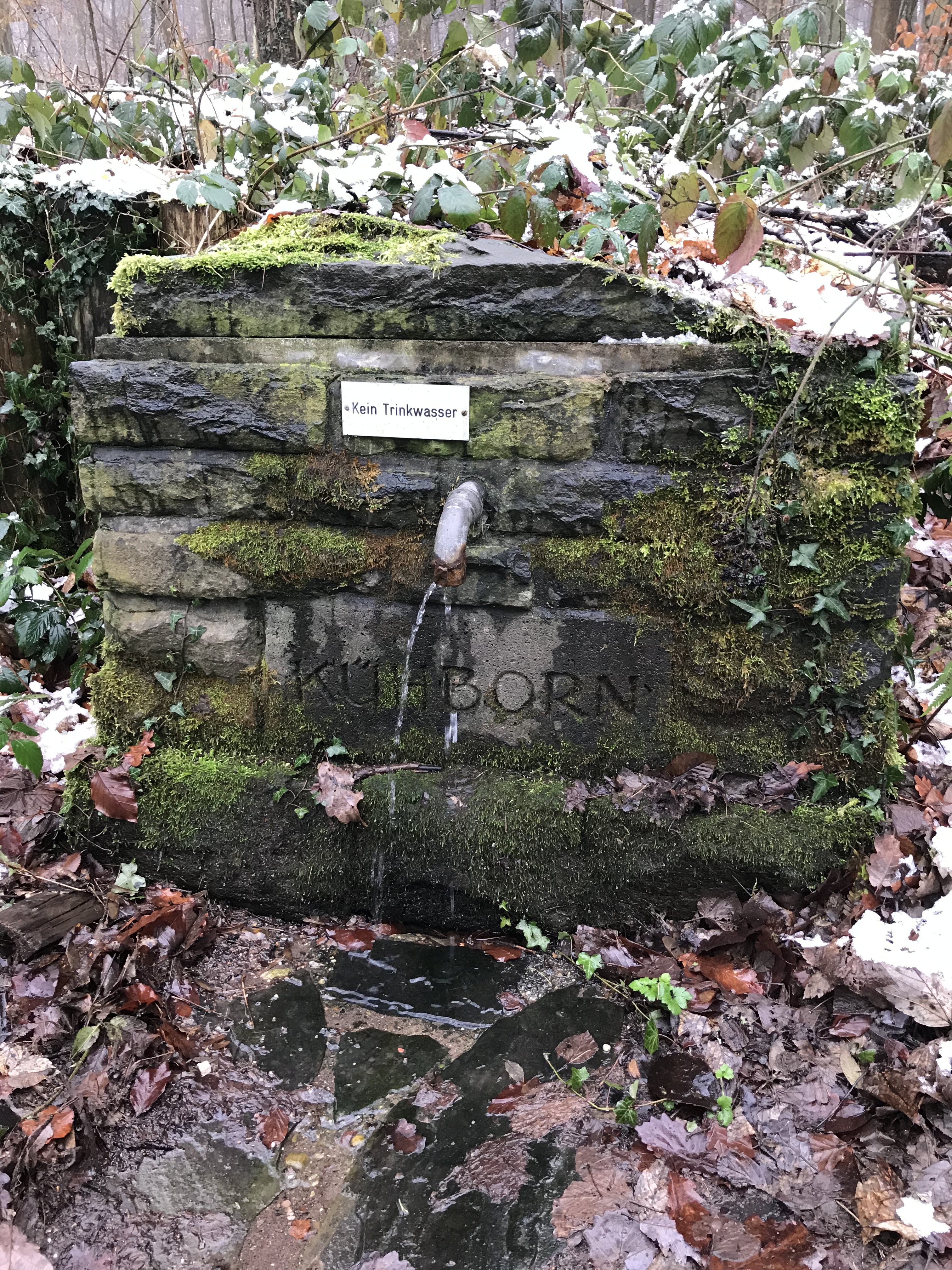
Kühborn-Quelle

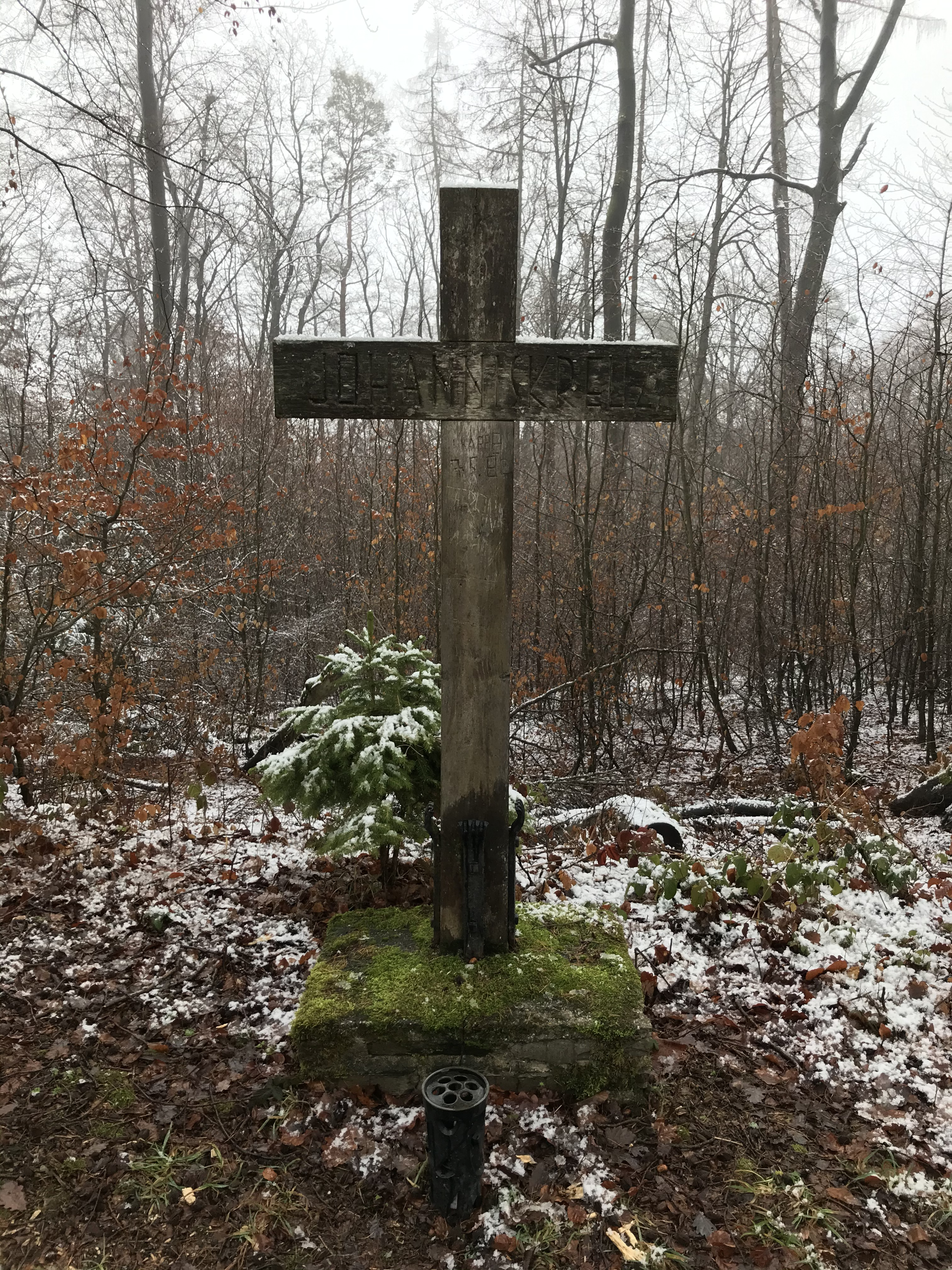
Johanniskreuz

Seit der Mitte des 19. Jahrhunderts wurden erste Teile des Koblenzer Stadtwaldes mit Gründung der Kaltwasserheilanstalt Laubach als Naherholungsgebiet erschlossen. 1892 entstand auf dem Rittersturz eine Waldgaststätte.

## Ausflugsziele

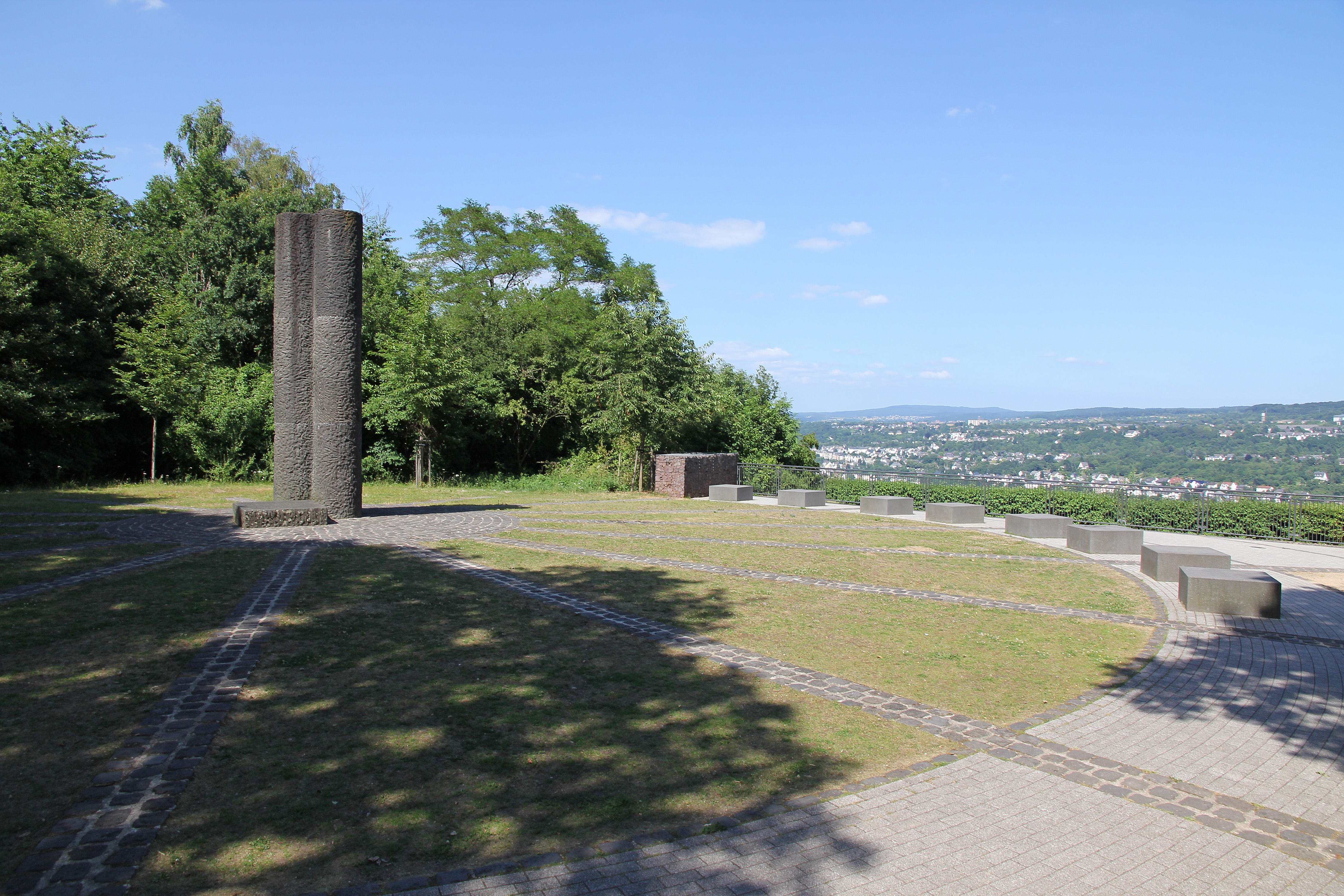
Aussichtspunkt Rittersturz

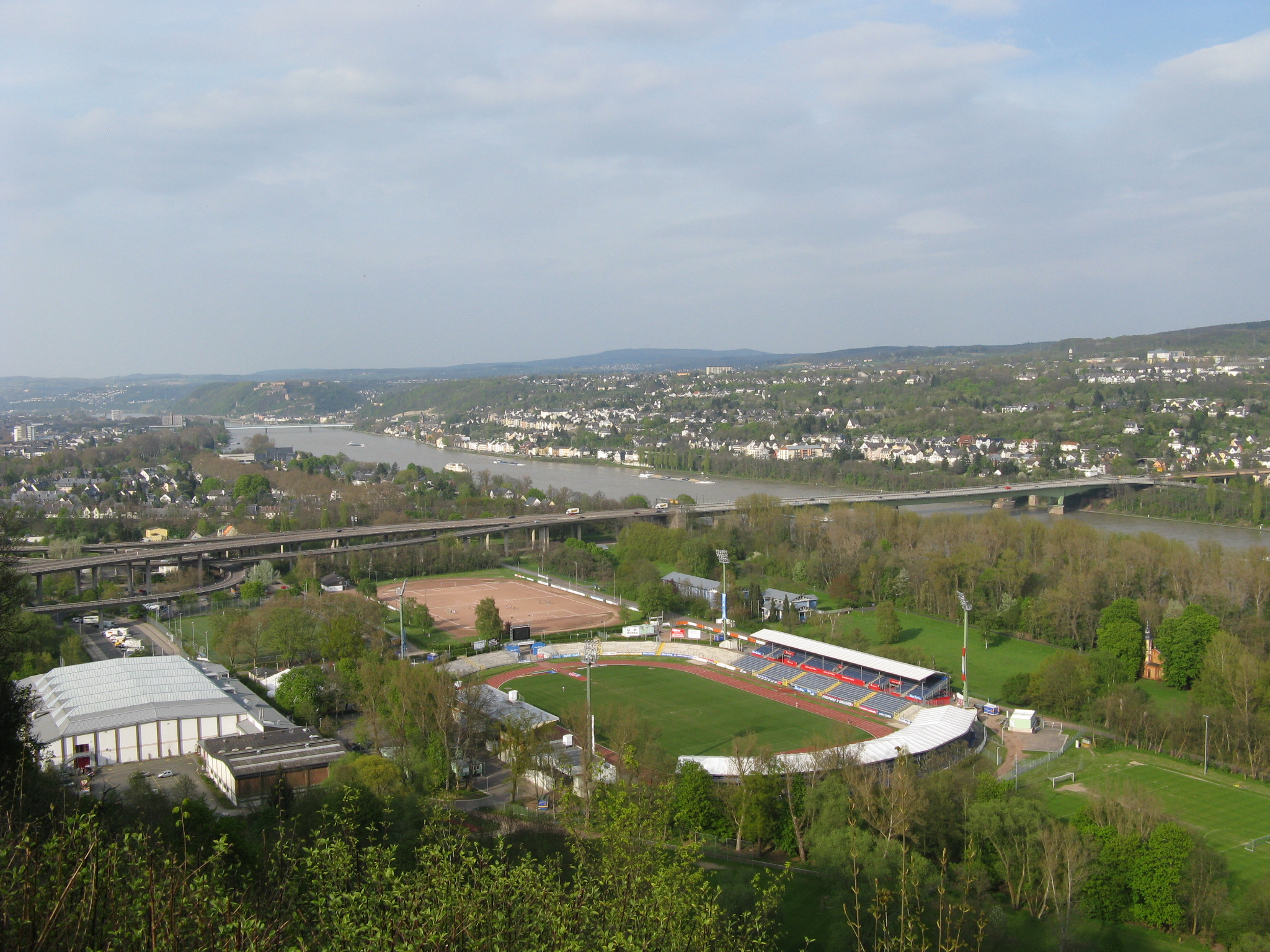
Aussicht vom Rittersturz rheinabwärts auf den Sportpark Oberwerth und die Festung Ehrenbreitstein

Östlich der B 327 liegt das Wandergebiet rund um die historische Römerstraße, von deren ursprünglicher Pflasterung indes nichts erhalten ist. Von verschiedenen Parkplätzen sind eingebunden
- der Aussichtspunkt Rittersturz, auf dem 1948 mit der Rittersturz-Konferenz die Basis für das Grundgesetz für die Bundesrepublik Deutschland gelegt wurde,
- der Kühkopf, mit 382 m die höchste Erhebung im Koblenzer Stadtwald mit ehemaligem Forsthaus von 1843 (heute Gaststätte) und dem Fernmeldeturm Koblenz,
- der Dommelberg (225 m), ältester Siedlungskern des heutigen Stadtwaldgebiets mit keltischen Ringwällen,
- der Hasenberg (273 m) mit Aussicht über den Rhein,
- die Augustahöhe (349 m) mit Kaiserin Augusta gewidmetem Pavillon; die im 19. Jahrhundert freie Aussicht auf Lahnstein ist heute zugewachsen. Die Sicht auf den Rhein durch eine Waldlichtung liegt vielmehr etwas unterhalb (317 m) an der neu erbauten Schwerin-Hütte und öffnet sich nach Norden linksrheinisch auf die Stadt Koblenz bis zum Deutschen Eck und über die rechtsrheinischen Stadtteile und die Festung Ehrenbreitstein hinweg nach Vallendar und die Höhen des Westerwaldes;
- der Pastorenpfad (ca. 8 km) zwischen Waldesch und Koblenz-Stolzenfels, den einst der gemeinsame Pastor beider Gemeinden sonntagmorgens zu allen Jahreszeiten und bei jedem Wetter zu Fuß begehen musste, um in beiden Kirchen die Messe zu lesen. An ihm liegen die Reste des römischen Mercuriustempels und der ihn umgebenden römischen Siedlung sowie ca. 2 km weiter am Schüllerhof eine Fundstätte einer Villa Rustica, die bereits um 1900 durch Robert Bodewig lokalisiert, 1991 indes erst ausgegraben wurde. Das rechteckige Areal mit Herrenhaus, Getreidescheune und Stallungen war von einer Umfassungsmauer umgeben. Heute ist nur noch wenig zu erkennen.

Westlich der B 327 ist wichtigstes Naherholungsziel für die Koblenzer Familien der Wildpark Remstecken mit ehemaligem Forsthaus (Gaststätte); in der Nähe stehen die Grundmauern der bekanntesten Villa Rustica des Koblenzer Stadtwaldes, die ebenfalls ursprünglich von Bodewig erkannt und heute in Teilen rekonstruiert sind. Wanderwege gehen von dort nach Waldesch sowie zur Mosel, beispielsweise über den Layer Kopf nach Koblenz-Moselweiß sowie entlang an Remstecker Bach, Eschbach und Silberkaulsbach (römisches Gräberfeld) hinunter ins Kondertal.

## Lehrpfade
Im Rahmen der 2000-Jahr-Feier der Stadt Koblenz 1992 wurden im Koblenzer Stadtwald ein geologisch-landeskundlicher und ein archäologischer Wanderweg angelegt.
Der Geologisch-Landeskundliche Lehrpfad verläuft im Bereich von Kühkopf und Rittersturz und hat 12 mit Dokumentationstafeln unterlegte Stationen. Erklärt werden Höhengliederung, Verwitterung, Hangschutt, Becken und Terrassen, Gesteine, Klima und Gewässer, die Geologie des Rheintals und Grundzüge der Talbildung im Allgemeinen sowie ein Aufschluss durch Gesteinsschichtungen.
Der Archäologische Lehrpfad verbindet mit 7 Stationen, teilweise auf der Trasse der historischen Römerstraße, als markante Eckpunkte die prähistorischen Siedlungen am Dommelberg, keltische Grabhügel am Kühkopf, den Gutshof bei Remstecken, römische Siedlungen am Pastorenpfad und den Mercuriustempel.

## Abgrenzung
Es gab, ausgehend von einer Schenkung der Koblenzer Bürger an die Schönstätter Augustinerinnen im Jahr 1198, auch einen rechtsrheinischen Koblenzer Stadtwald. Dieser nicht geschlossene Wald rund um Vallendar, Arzheim, Immendorf, Simmern und Neuhäusel wird heute nicht mehr als Koblenzer Stadtwald bezeichnet.